# God Mother
God Mother är ett svenskt hardcoreband bildat 2012 i Stockholm. 

## Historia
God Mother bildades 2012 av Michael Dahlström (trummor), Daniel Noring (bas) och Jonatan Lindgren (gitarr). De ville starta ett band band med fokus på intensitet, aggressivitet och influenser från hardcore, grindcore, metal och sludge. De släppte tidigt 2013 sin första EP Imitation på vilken trummisen Michael Dahlström stod för sånginsatsen. Senare under 2013 anslöt Sebastian Campbell bandet som dess fasta sångare och de släppte singeln Inga Budskap Kvar
Bandet spelade flitigt under 2014 och gjorde sin första europatruné samt även en turné i Centralamerika och blev en av de första svenska hardcorebanden att spela i Guatemala och Nicaragua.
2015 släppte de sin första fullängdare Maktbehov som blev väl mottagen i internationell media med bra recensioner i bland annat Pitchfork Media och Metal Injection
De följde upp skivan genom att turnera i Sverige, Centraleuropa och även i Sydafrika.
Jonatan Lindgren valde 2015 att lämna bandet och ersattes av Max Lindström på gitarr (tidigare i Impulsiv Livsstil. Hoarse, etc).
2016 släppte de en split-EP på 7" vinyl med det brittiska bandet Artemis genom WOOAAARGH Records, SmithsFoodGroup och Dingleberry Records.
2017 fick de chansen att öppna som förband till det amerikanska metalbandet The Dillinger Escape Plan på Debaser i Hornstull. Efter det fick gitarristen Benjamin Weinman upp ögonen för dom och signade God Mother till sitt eget skivbolag Party Smasher Inc.

## Medlemmar

### Nuvarande
- Sebastian Campbell - Sång
- Max Lindström - Gitarr
- Daniel Noring - Bas
- Michael Dahlström - Trummor

### Tidigare
- Jonatan Lindgren - Gitarr

## Diskografi
Album
- Maktbehov (2015)

EP
- Imitation (2013)
- Split EP med Artemis (2016)
- Obeveklig (2022)

Singlar
- Inga Budskap Kvar (2013)
- Blodfors (2015)